# Zhengding
Zhengding léase Zheng-Ding (en chino simplificado, 正定县; pinyin, Zhèngdìng xiàn) es un condado bajo la administración directa de la ciudad-prefectura de Shijiazhuang en la provincia de Hebei,al noreste República Popular China. Su centro urbano se localiza en una zona de valle de los montes Taihang a 73 metros sobre el nivel del mar, en las riberas del río Hai. Su área total es de 468 km² y su población proyectada para 2010 fue más de 400 mil habitantes.

## Administración
El condado de Zhengding se dividen en 10 pueblos , que se administran en 1 subdistrito, 4 poblados y 5 villas:
- Subdistritos：Chéngqū.
- Poblados：Zhèngdìng, Zhūfú tún, Xīn'ān, Xīnchéng pù.
- Villas：Xīpíng lè, Nánniú, Nánlóu, Běizǎo, Qūyáng.